# 阿多大象国家公园
阿多大象国家公园是多样野生动物保护公园，位于南非伊丽莎白港附近，是国内19个国家公园之一。目前面积排在第三，仅次于克鲁格国家公园和卡拉哈迪跨国公园。

## 历史
公园最初部分始创于1931年， 部分出于西德尼•斯凯夫的努力，为这一地区现存的11种大象提供避难所。公园被认为极其成功，目前已为多达450头大象和大量其他哺乳类动物安家。

### 发展
原公园随后发展扩张到包括伍迪角自然保护区，从星期天河河口延伸至亚历山德里亚和一个海洋保护区，保护区囊括了圣•克罗伊岛和鸟岛，均为鲣鸟和企鹅的重要繁殖地，更别提各种各样其他海洋生物。鸟岛是世界上最大的鲣鸟群体繁殖地的家园——约120,000只鸟，还是第二大南非企鹅群的繁殖地，最大的则是圣克洛伊岛。这些丰富的海洋资产促成了部分计划，将面积为1,640km²的阿多大象国家公园发展为3,600 km²的大阿多大象国家公园。
这一发展不仅意味着公园囊括了南非七大主要植物带的五个，还意味着它将成为世界上唯一一个依据南非“7大”（大象、犀牛、狮子、野牛、豹、鲸和大白鲨）的自然栖息地安家的公园。

## 动植物群
逾450头大象、400头南非水牛、48余头濒危的黑犀牛和大量的羚羊物种。狮子和斑鬣狗新近也再度被引入该区。最大现存数量的不会飞的甲虫也落户公园。
阿多国家公园里的动植物群丰富多样，如所有植物就是生态系统的核心因素。阿多大象国家公园拥有一些稀有的地方性植物种类，特别是原产于南非地区的多汁灌木和地下芽植物。许多品种都处于环境压力下，还面临着灭绝的可能。

## 物种灭绝和人口过剩
公园面临着两个环境问题：物种灭绝和人口过剩，二者相互关联影响。公园的最初使命是再引入众多食草动物（如非洲象和黑犀牛），主要的生态努力是保护哺乳类生物。然而，因忽视了这一环境链的其他参与者，一些植物品种遭受过度放牧和踩踏，主要是公园内的大象。过度放牧和踩踏不仅毁坏大部分植物的生命，也迫使其适应与固有进化性进步不同的生理刺激。一些生物学家认为不单是食草动物威胁到生物群，还有大量其他生态因素，包括动物传播和营养循环。多达77种南非特有的植物品种被列为“易被大象食用”。

## 旅游业
公园每年接待120,000名游客，其中45%为国际游客，大多为德国、荷兰和英国的民众。
园内主要的露营地，以游泳池、酒店、喷泉和各类膳宿为特色，其他4个露营地由特许经营者运营。
公园的主要入口和两条循环旅游步道都是柏油路，其余则是碎石路。还有一条额外通向公园南门的通道，为科尔切斯特附近的N2高速路。它连接起公园现有的旅游步道。

## 图片库

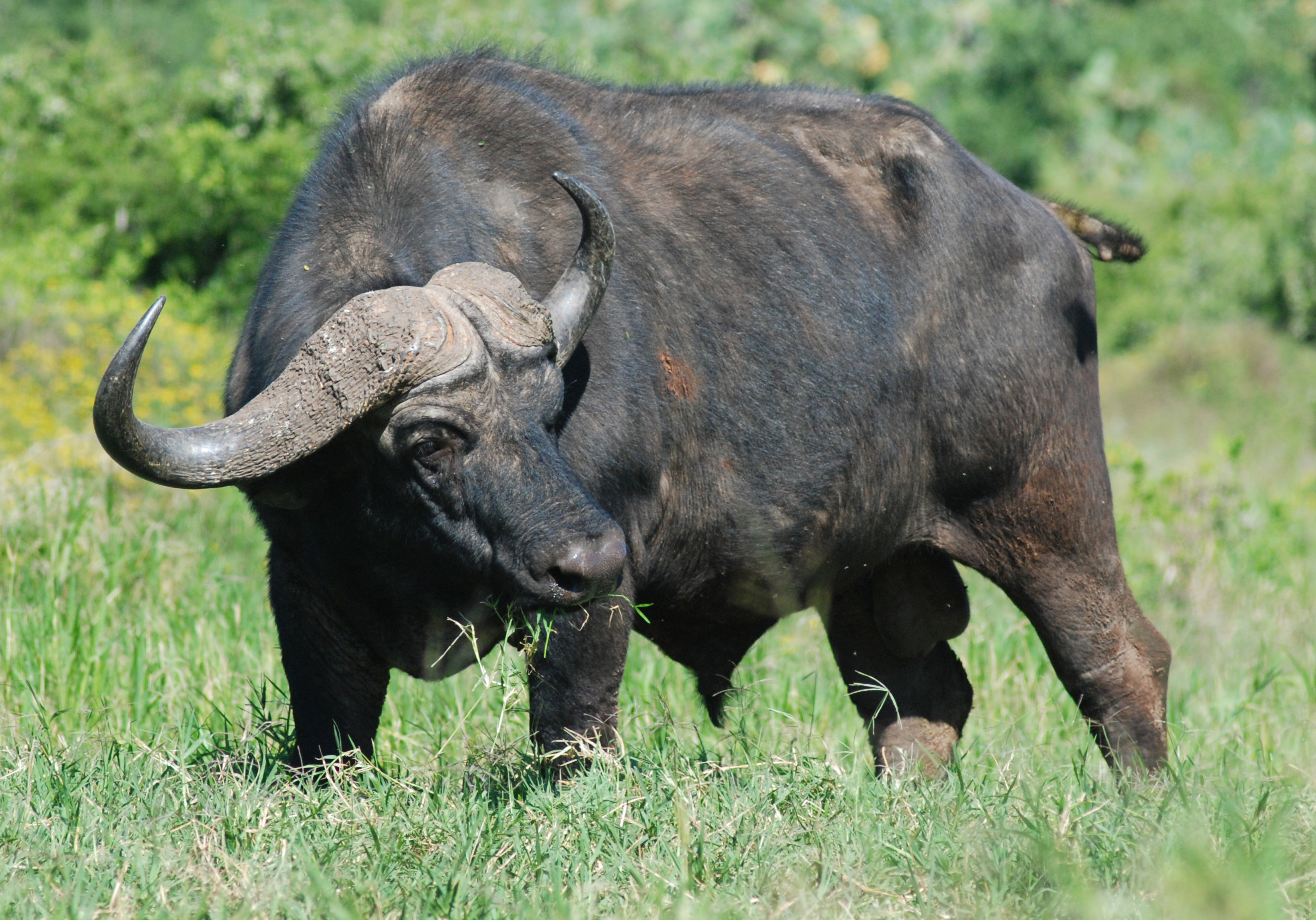
南非水牛
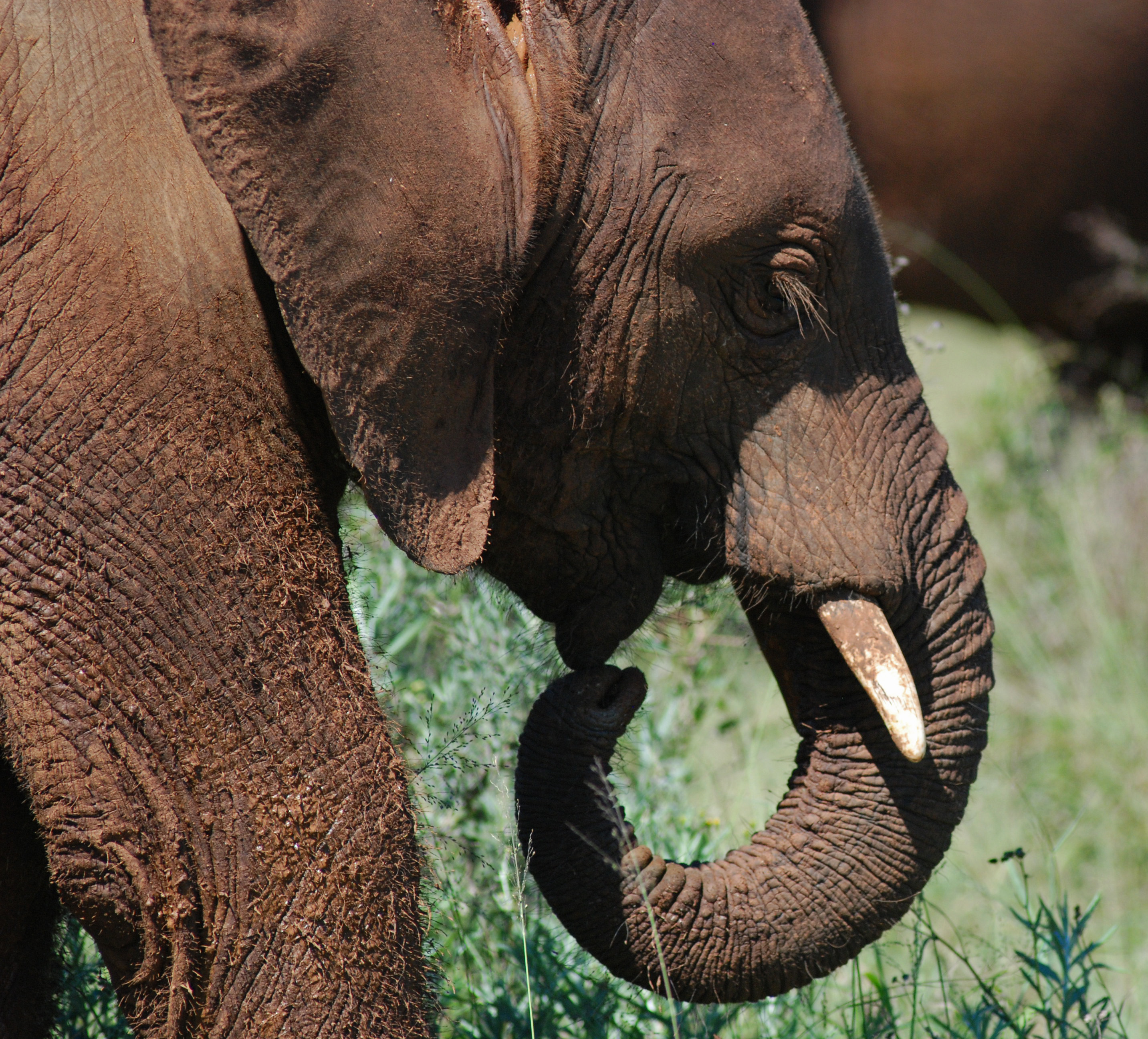
小象
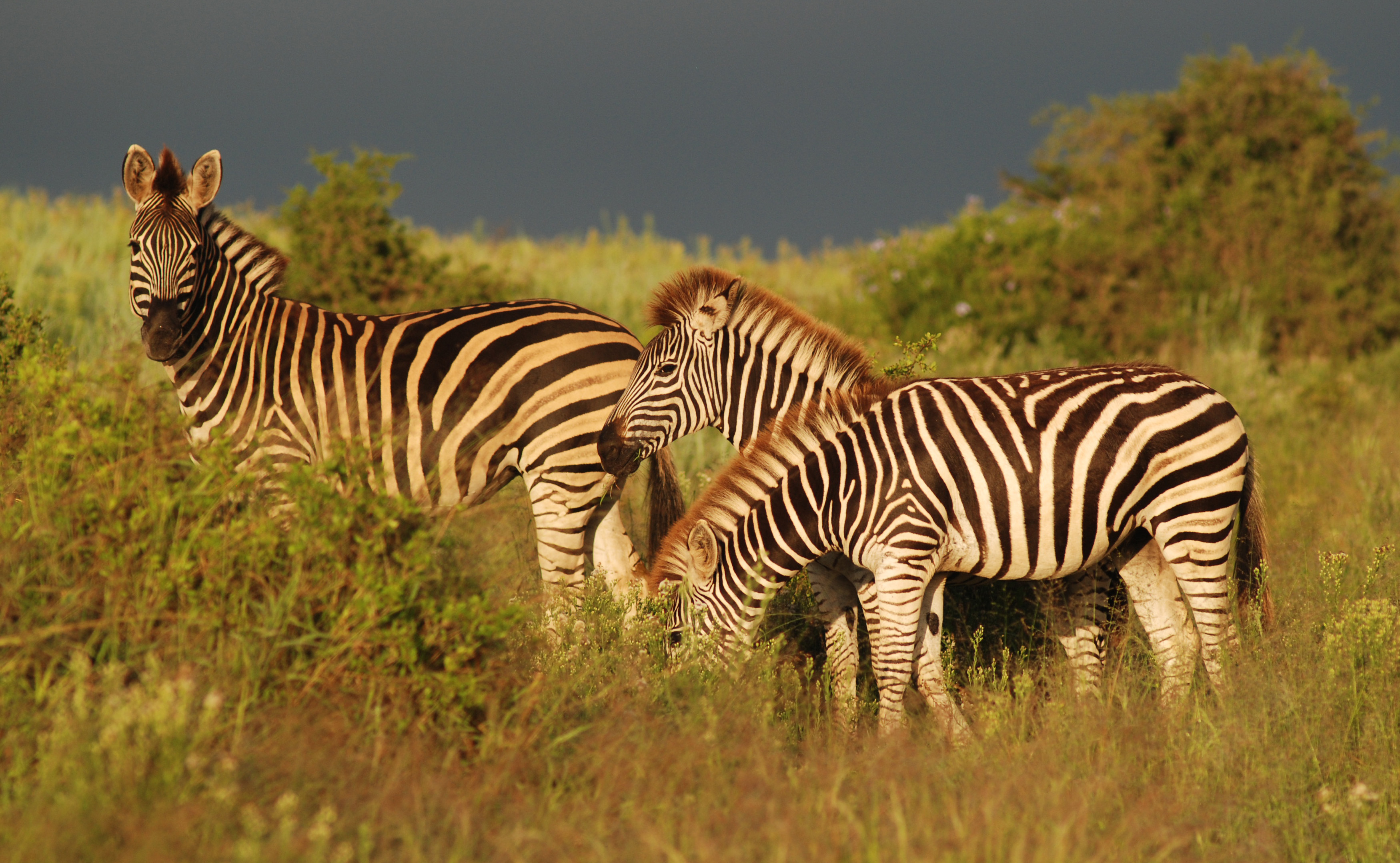
斑马和两头小斑马
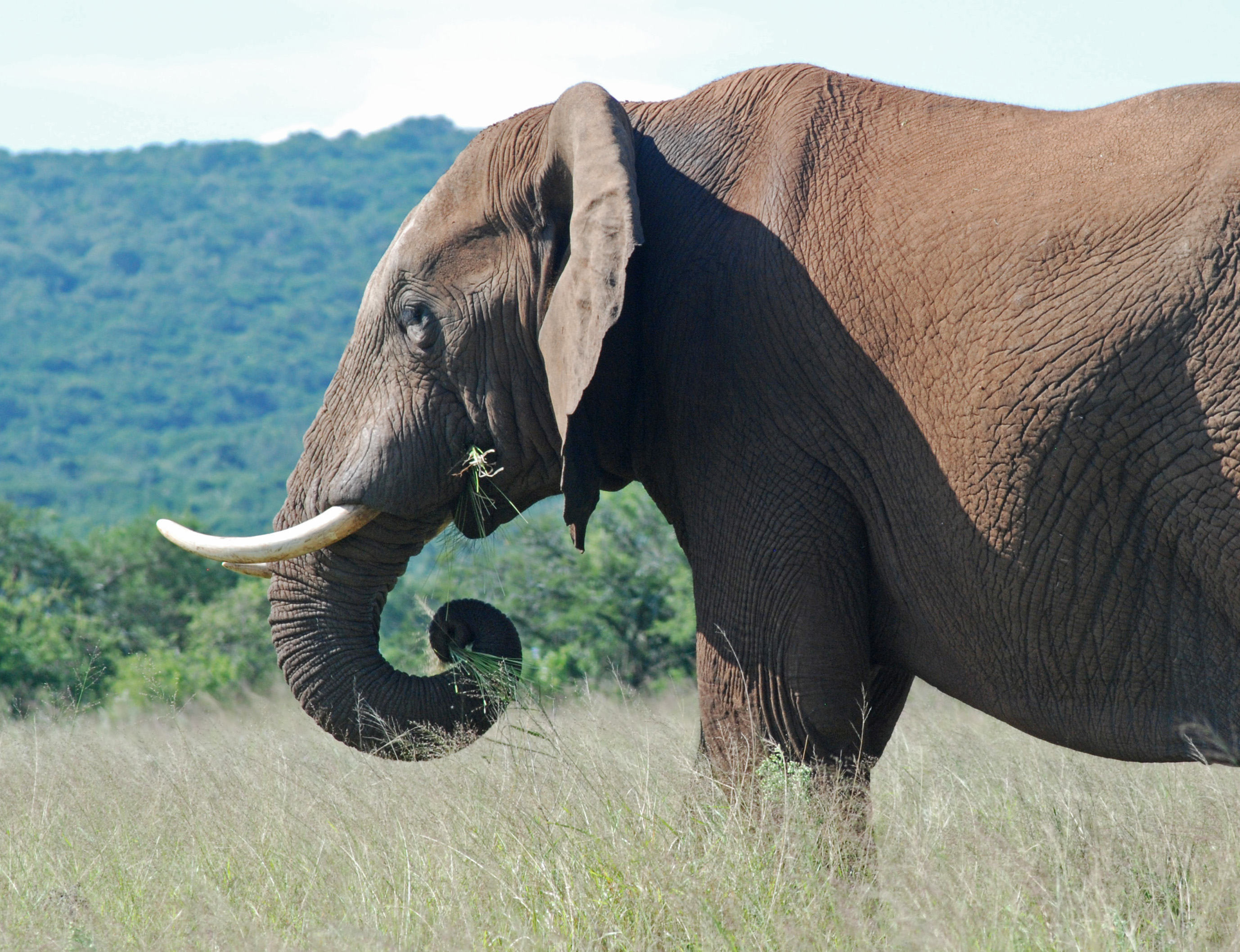
正在吃草的大象
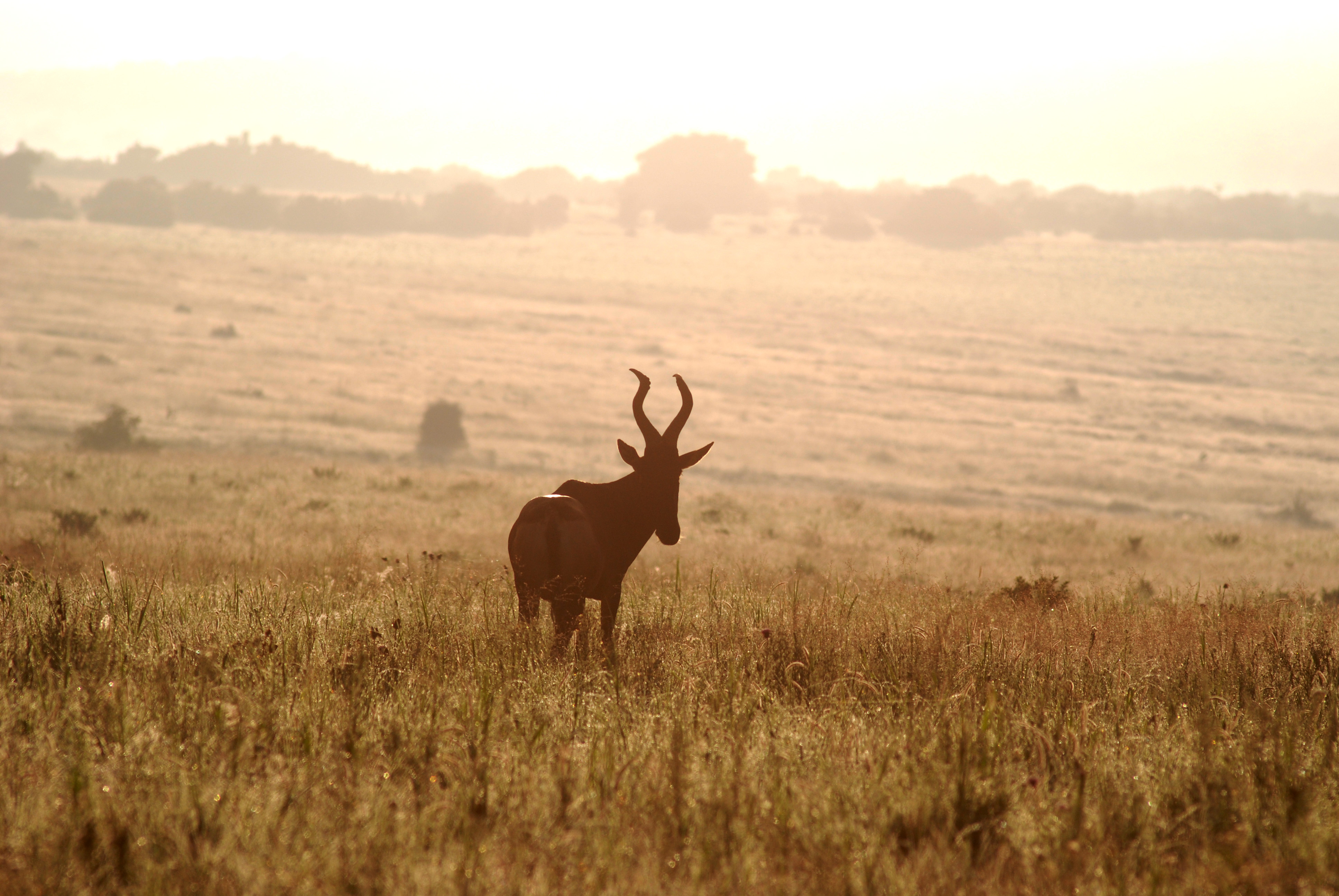
赤狷羚
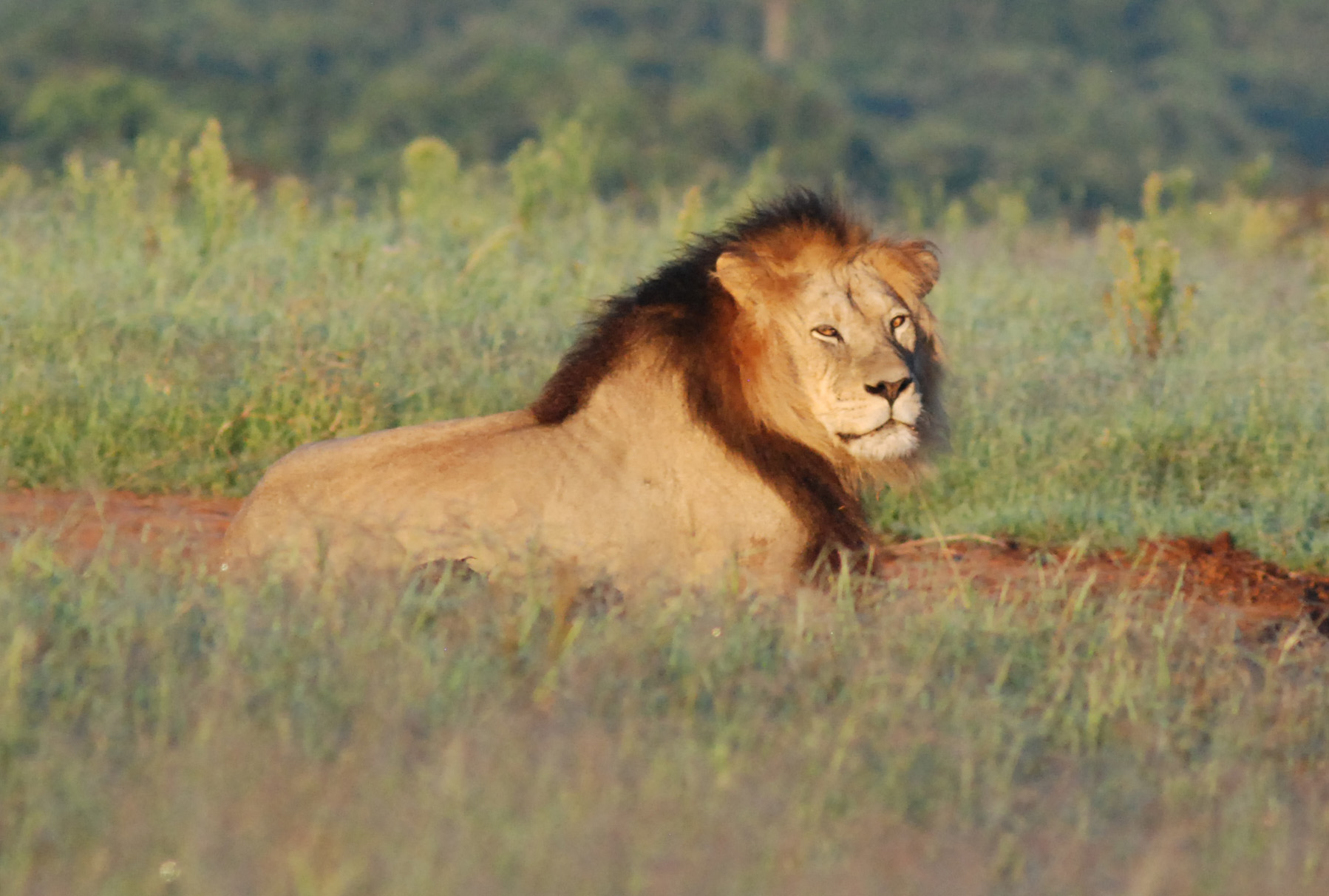
狮子
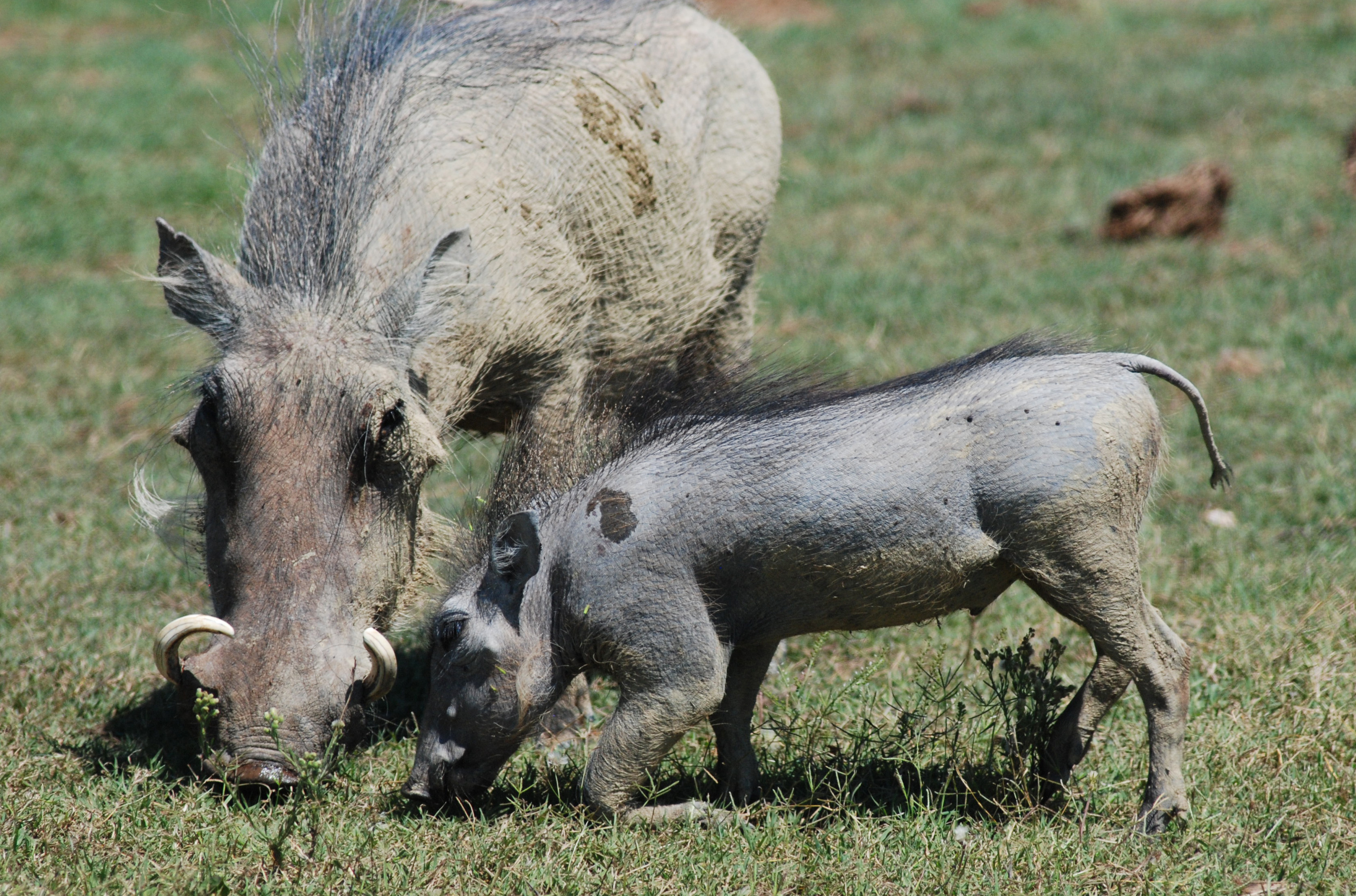
雌疣猪和小猪
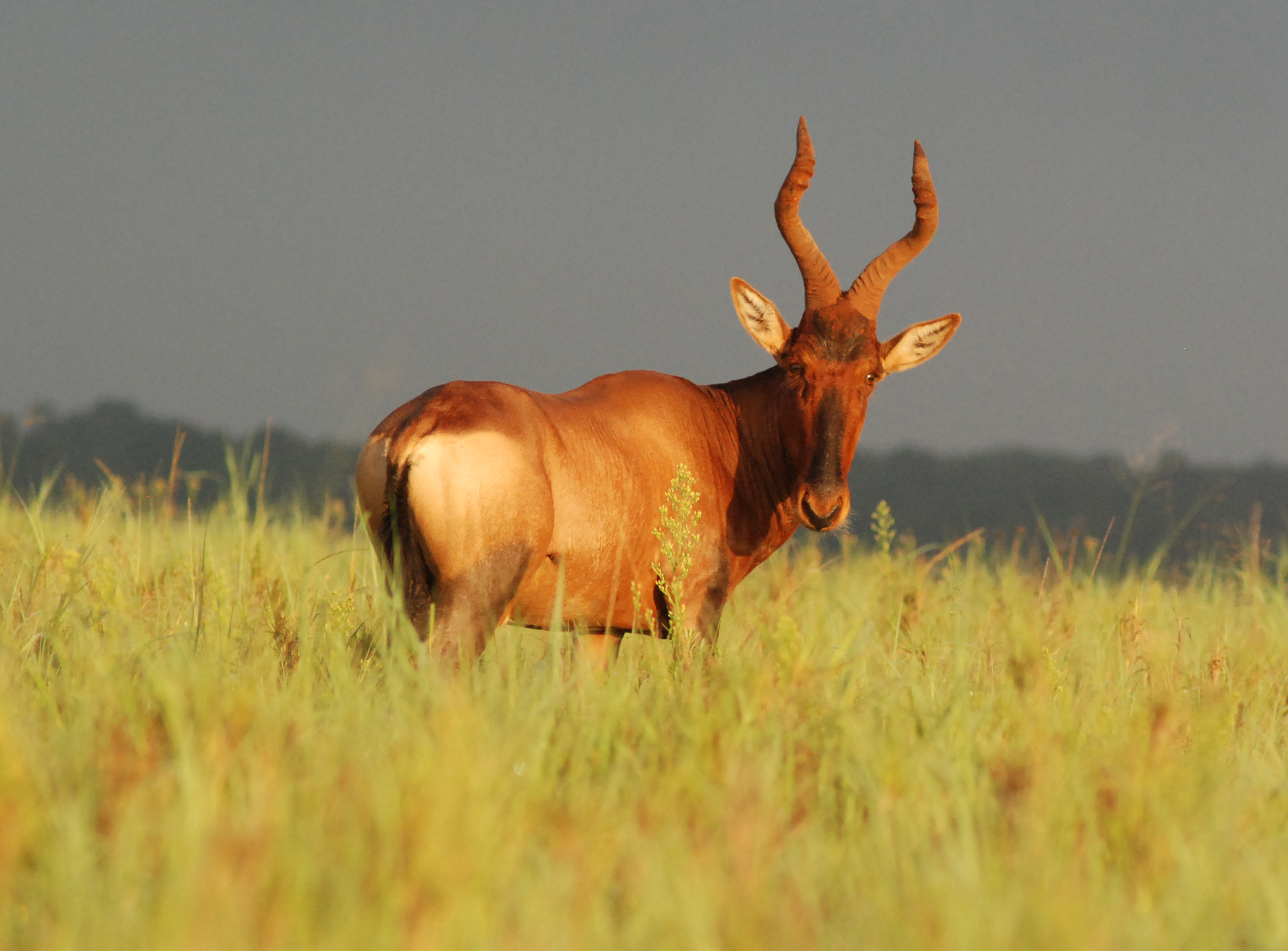
晨光之中的赤狷羚
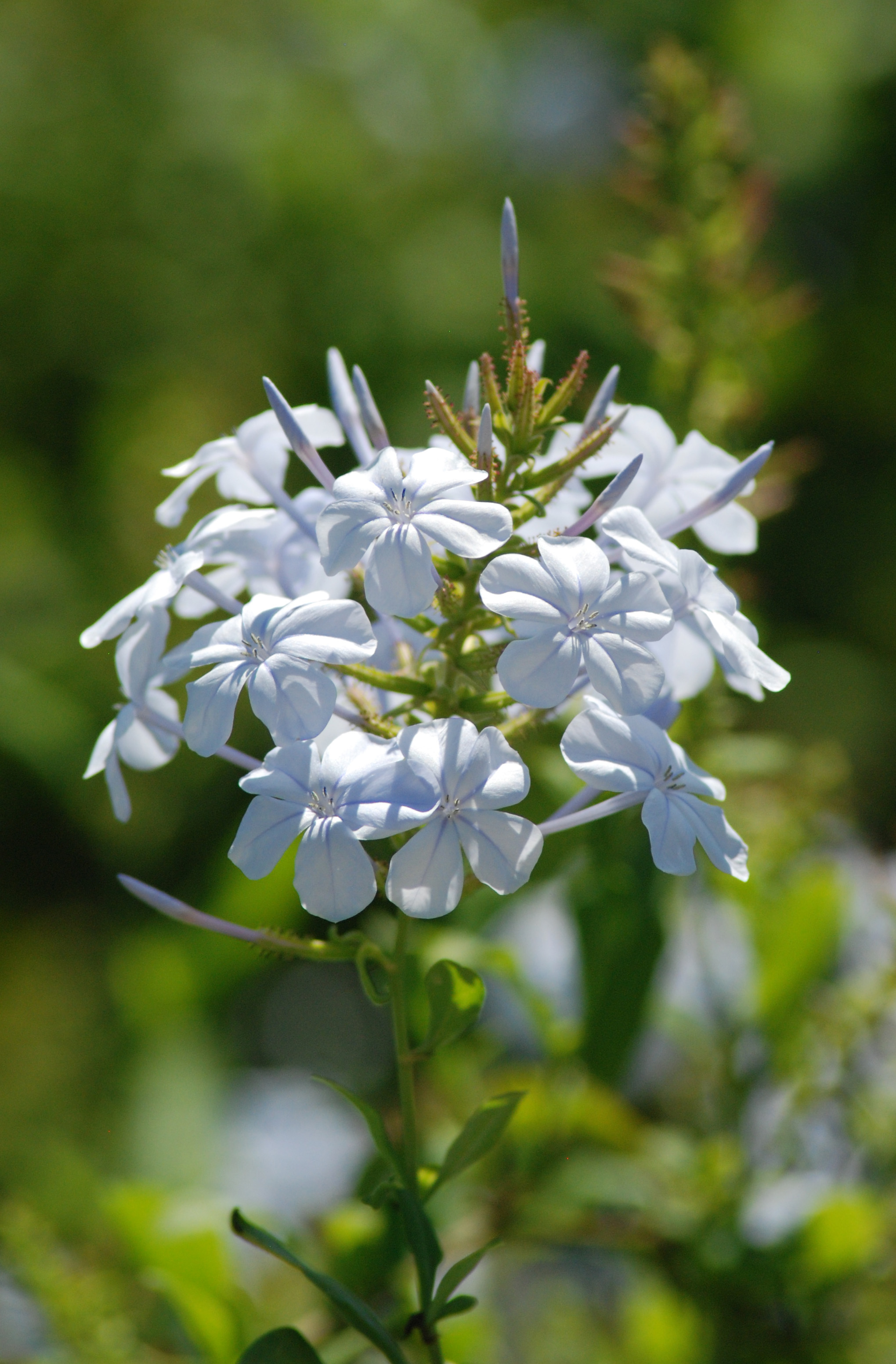
蓝石墨
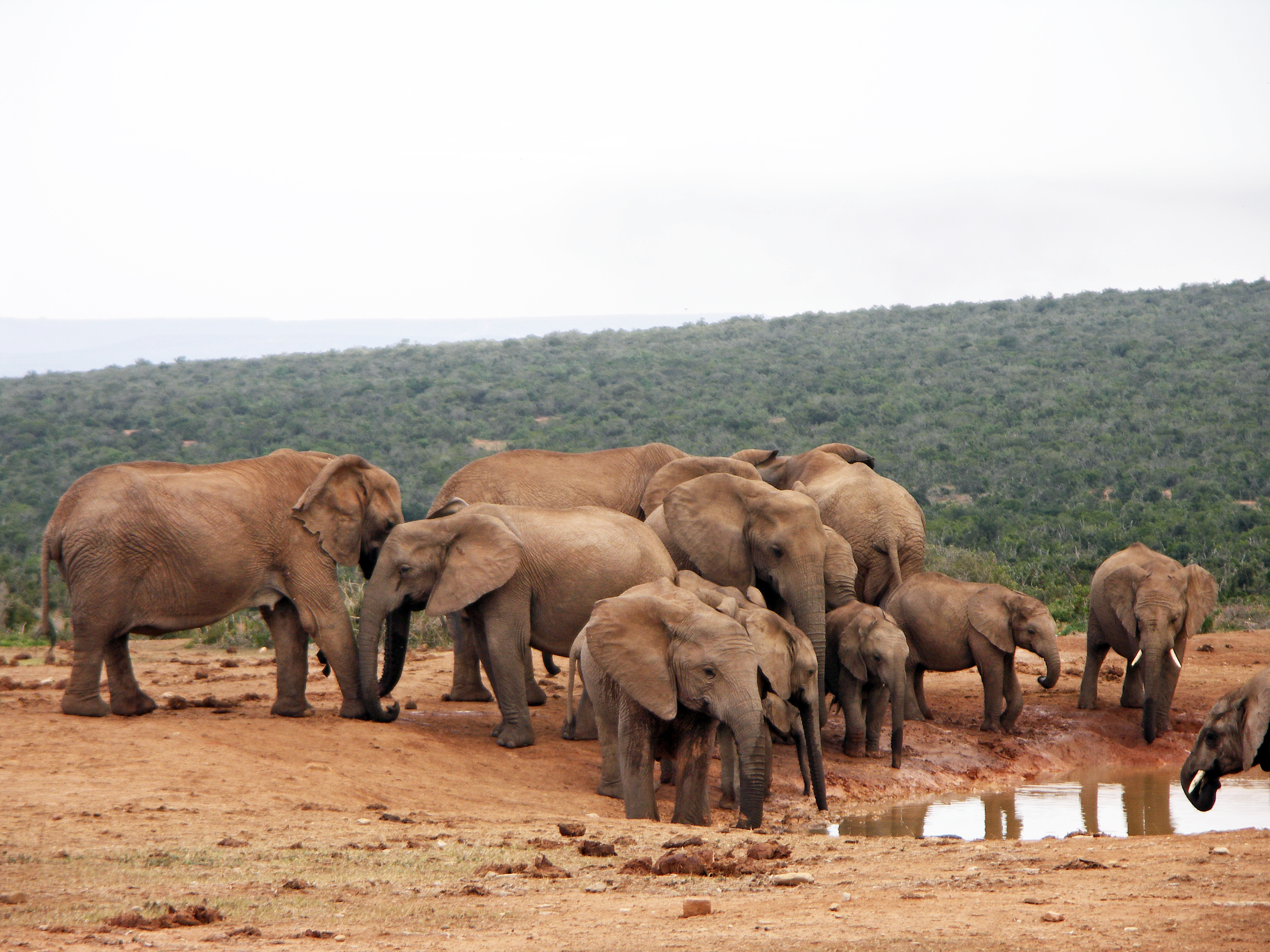
公园哈普尔坝的大象

## 同见
- 阿多大象的行迹

## 延伸阅读
- Official website （页面存档备份，存于）